# Gentilés de France X
Pour un article plus général, voir Gentilés de France.
Gentilés des communes françaises par ordre alphabétique
- A
- B
- C
- D
- E
- F
- G
- H
- I
- J
- K
- L
- M
- N
- O
- P
- Q
- R
- S
- T
- U
- V
- W
- X
- Y
- Z

- Xaffévillers : Heffiélés
- Xaintrailles : Xaintraillais
- Xaintray : Cintérien
- Xambes :
- Xammes : Xammois
- Xamontarupt : Rupéain ou Xamontois
- Xanrey :
- Xanton-Chassenon : Xantonnais
- Xaronval : Xaronvaux
- Xermaménil :
- Xertigny :  Xertinois
- Xeuilley : Xeuillois
- Xirocourt : Xircurtien
- Xivray-et-Marvoisin :
- Xivry-Circourt :
- Xocourt :
- Xonrupt-Longemer : Xonrupéen
- Xonville : Xonvillois
- Xouaxange : Xouaxangeois
- Xousse :
- Xures : Xurois

## Pour approfondir